# 史密斯 (姓氏)
史密斯（英語：Smith，港译史密夫），或译斯密，是一个姓氏，起源于英格兰。词义是指金属工匠，青铜时代時被铁匠作为姓氏，近代许多逃难者为了避开政治或歧视原因也改名为此姓氏。
史密斯是英国、澳大利亚、美国最常见姓氏，加拿大第二大姓氏，爱尔兰第五大姓氏。该姓在英格兰裔和愛爾蘭裔中尤爲常見，但也在美国黑人中也很常见。

## 诺贝尔奖得主
- 迈克爾·史密斯（Michael Smith）：加拿大化学家，1993年获得诺贝尔化学奖。
- 弗农·史密斯（Vernon Lomax Smith）：美国经济学家，2002年获得诺贝尔经济学奖。
- （Hamilton Othanel Smith）：美國微生物學家，1978年获得諾貝爾生理學或醫學獎

## 职业篮球运动员
- 乔什·史密斯（Josh Smith）：效力于亞特蘭大老鷹隊。
- 杰森·史密斯（Jason Smith）：效力于費城76人隊。
- J·R·史密斯（J. R. Smith）：效力于丹佛金塊隊。

## 其他人物
- 史密斯（The Smiths）：英國著名樂隊，己解散。
- 亚当·斯密（Adam Smith）：著名经济学家。
- 约瑟·斯密（Joseph Smith Jr.）：摩门教创始人。
- 威尔·史密斯（Will Smith）：美國演員。
- （Alan Smith）：英格蘭足球運動員，效力於
- 史密斯：英國保守黨議員，因受賄而在1997年被警方調查。
- 史美，CMG（Norman Lockhart Smith, CMG）：在1936年至1941年擔任香港的輔政司。
- 保羅·史密斯 （页面存档备份，存于）（Paul Smith）：英國時尚精品設計師(創始人)，創立於1970年，在時尚界與路易·威登(LOUIS VUITTON)以及迪奧(Dior)齊名，主要產品有服飾、包款、香氛。